# Mīm

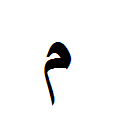
Mim in isolierter Form

Mīm, ميم, ist der 24. Buchstabe des arabischen Alphabets. Er ist aus dem phönizischen Mem hervorgegangen und dadurch mit dem lateinischen M, dem griechischen My und dem hebräischen Mem verwandt. Ihm ist der Zahlenwert 40 zugeordnet.

## Lautwert und Umschrift
Das Mim entspricht dem deutschen M in „Martha“. Es wird daher in der DMG-Umschrift mit „m“ wiedergegeben.

## Mim in Unicode
| Unicode Codepoint | U+0645             |
| Unicode-Name      | ARABIC LETTER MEEM |
| HTML              | &#1605;            |
| ISO 8859-6        | 0xe5               |